# Ooctonus langlandi
Ooctonus langlandi är en stekelart som beskrevs av Girault 1938. Ooctonus langlandi ingår i släktet Ooctonus och familjen dvärgsteklar. Inga underarter finns listade i Catalogue of Life.